# 丽贝卡·斯托特
丽贝卡·阿什莉·斯托特（英語：Rebekah Ashley Stott；1993年7月17日—），新西兰女子职业足球运动员，司职后卫，目前效力于墨尔本城足球俱乐部和新西兰国家女子足球队。她曾代表新西兰参加2024年夏季奥林匹克运动会女子足球比赛。